# Segunda Divisão de Honra 1997/98
Die Segunda Divisão de Honra 1997/98 war die 8. Spielzeit der zweithöchsten portugiesischen Fußballliga. Die Saison begann am 24. August 1997 und endete am 17. Mai 1998.
Die Liga wurde mit 18 Teams ausgetragen. Drei Absteiger aus der  Primeira Liga und drei Aufsteiger aus der IIª Divisão kamen dazu.

## Teilnehmer
| Team                  | Spielort                     |
| --------------------- | ---------------------------- |
| União Leiria          | Leiria                       |
| SC Beira-Mar          | Aveiro                       |
| FC Alverca            | Alverca                      |
| Gil Vicente FC        | Barcelos                     |
| FC Penafiel           | Penafiel                     |
| CD Feirense           | Santa Maria da Feira (Feira) |
| GD Estoril Praia      | Estoril                      |
| FC Felgueiras         | Felgueiras                   |
| FC Maia               | Maia                         |
| SC Espinho            | Espinho                      |
| Moreirense FC         | Moreira                      |
| União Madeira         | Funchal                      |
| FC Paços de Ferreira  | Paços de Ferreira (Paços)    |
| União Lamas           | Lamas                        |
| Desportivo Aves       | Vila das Aves (Aves)         |
| Académico de Viseu FC | Viseu                        |
| SC União Torreense    | Torres Vedras                |
| Nacional Funchal      | Funchal                      |

## Tabelle
| Pl. | Verein                 | Sp. | S  | U  | N  | Tore    | Diff. | Punkte |
| --- | ---------------------- | --- | -- | -- | -- | ------- | ----- | ------ |
| 1.  | União Leiria (A)       | 34  | 20 | 10 | 4  | 073:320 | +41   | 70     |
| 2.  | SC Beira-Mar           | 34  | 18 | 10 | 6  | 041:260 | +15   | 64     |
| 3.  | FC Alverca             | 34  | 19 | 5  | 10 | 064:350 | +29   | 62     |
| 4.  | Gil Vicente FC (A)     | 34  | 16 | 12 | 6  | 044:230 | +21   | 60     |
| 5.  | FC Penafiel            | 34  | 17 | 8  | 9  | 063:480 | +15   | 59     |
| 6.  | CD Feirense            | 34  | 13 | 10 | 11 | 039:390 | ±0    | 49     |
| 7.  | GD Estoril Praia       | 34  | 11 | 13 | 10 | 040:390 | +1    | 46     |
| 8.  | FC Felgueiras          | 34  | 11 | 12 | 11 | 038:420 | −4    | 45     |
| 9.  | FC Maia (N)            | 34  | 13 | 6  | 15 | 050:470 | +3    | 45     |
| 10. | SC Espinho (A)         | 34  | 12 | 8  | 14 | 045:430 | +2    | 44     |
| 11. | Moreirense FC          | 34  | 12 | 6  | 16 | 048:530 | −5    | 42     |
| 12. | União Madeira          | 34  | 11 | 8  | 15 | 036:480 | −12   | 41     |
| 13. | FC Paços de Ferreira   | 34  | 8  | 17 | 9  | 034:390 | −5    | 41     |
| 14. | União Lamas            | 34  | 11 | 7  | 16 | 037:550 | −18   | 40     |
| 15. | Desportivo Aves        | 34  | 11 | 5  | 18 | 048:640 | −16   | 38     |
| 16. | Académico de Viseu FC  | 34  | 8  | 9  | 17 | 030:450 | −15   | 33     |
| 17. | SC União Torreense (N) | 34  | 7  | 9  | 18 | 031:620 | −31   | 30     |
| 18. | Nacional Funchal (N)   | 34  | 6  | 9  | 19 | 037:580 | −21   | 27     |

Platzierungskriterien: 1. Punkte – 2. Direkter Vergleich (Punkte, Tordifferenz, geschossene Tore) – 3. Tordifferenz – 4. geschossene Tore

| (A) | Absteiger aus der Primeira Divisão 1996/97 |
| (N) | Neuaufsteiger aus der IIa Divisão          |